# Dornige Hauhechel
Die Dornige Hauhechel (Ononis spinosa), auch Weiberkrieg, Eindorn oder Katzendorn genannt, ist eine Pflanzenart aus der Gattung der Hauhecheln (Ononis) in der Unterfamilie der Schmetterlingsblütler (Faboideae) innerhalb der Familie der Hülsenfrüchtler (Fabaceae).

## Beschreibung

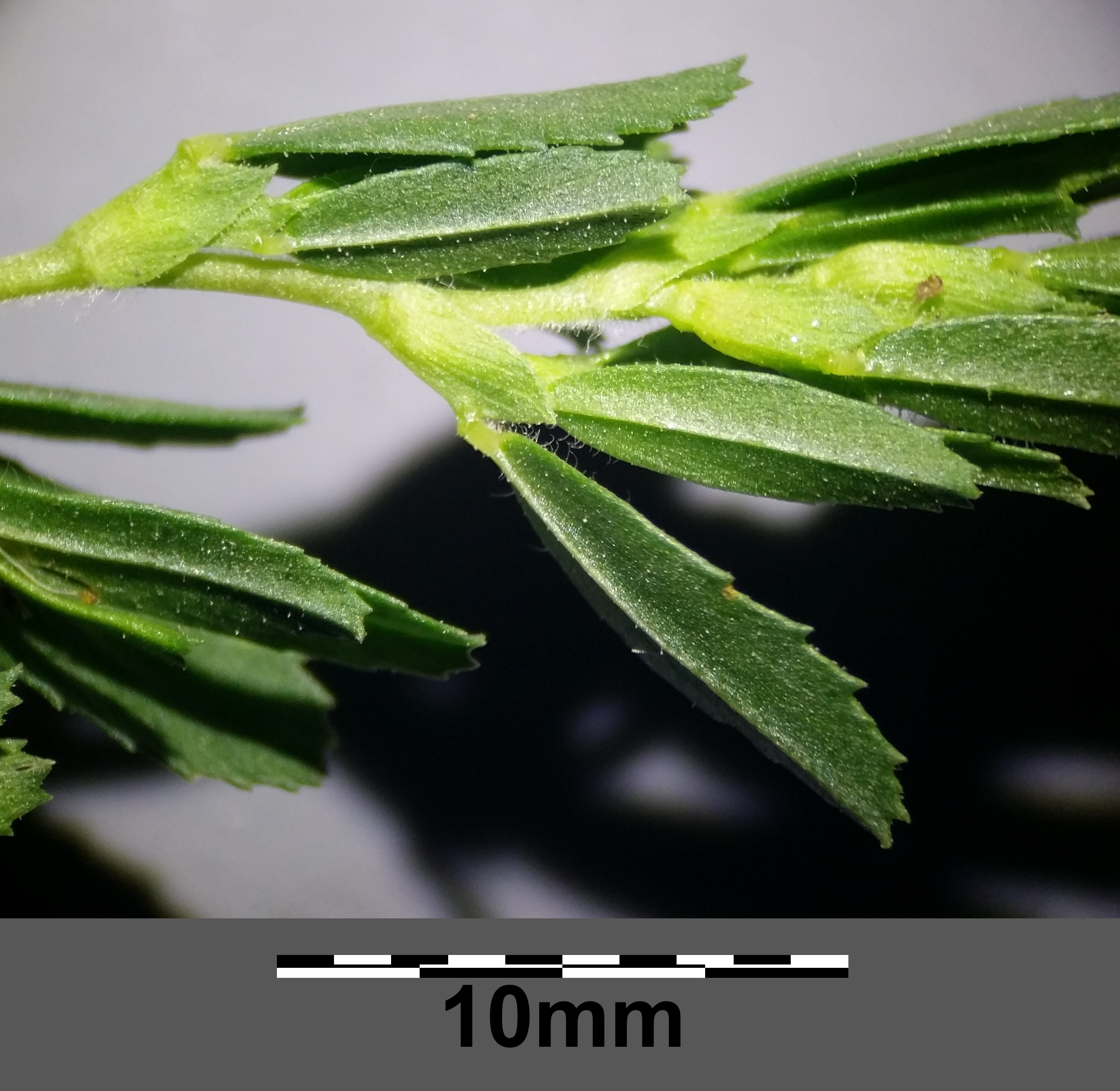
Stängel mit Nebenblättern und Laubblätter von Ononis spinosa subsp. spinosa

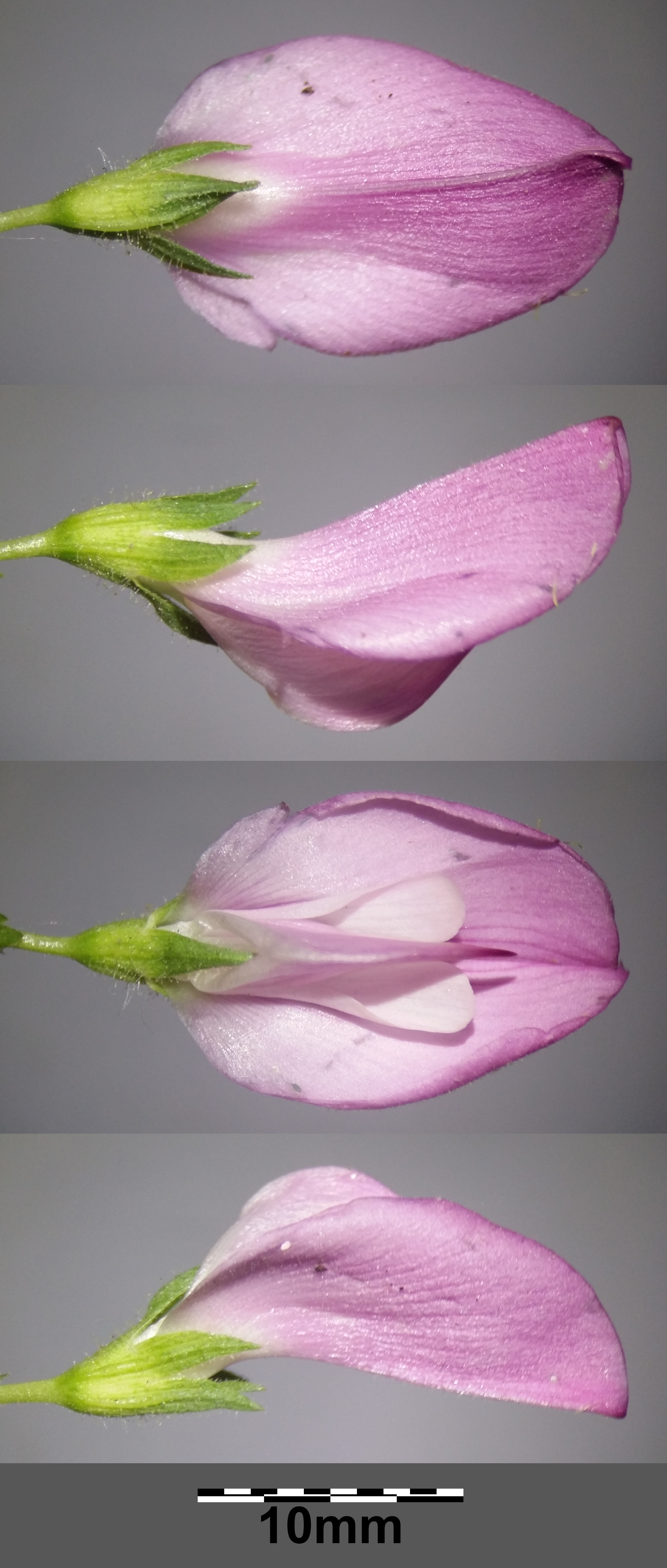
Zygomorphe Blüte von Ononis spinosa subsp. spinosa im Detail

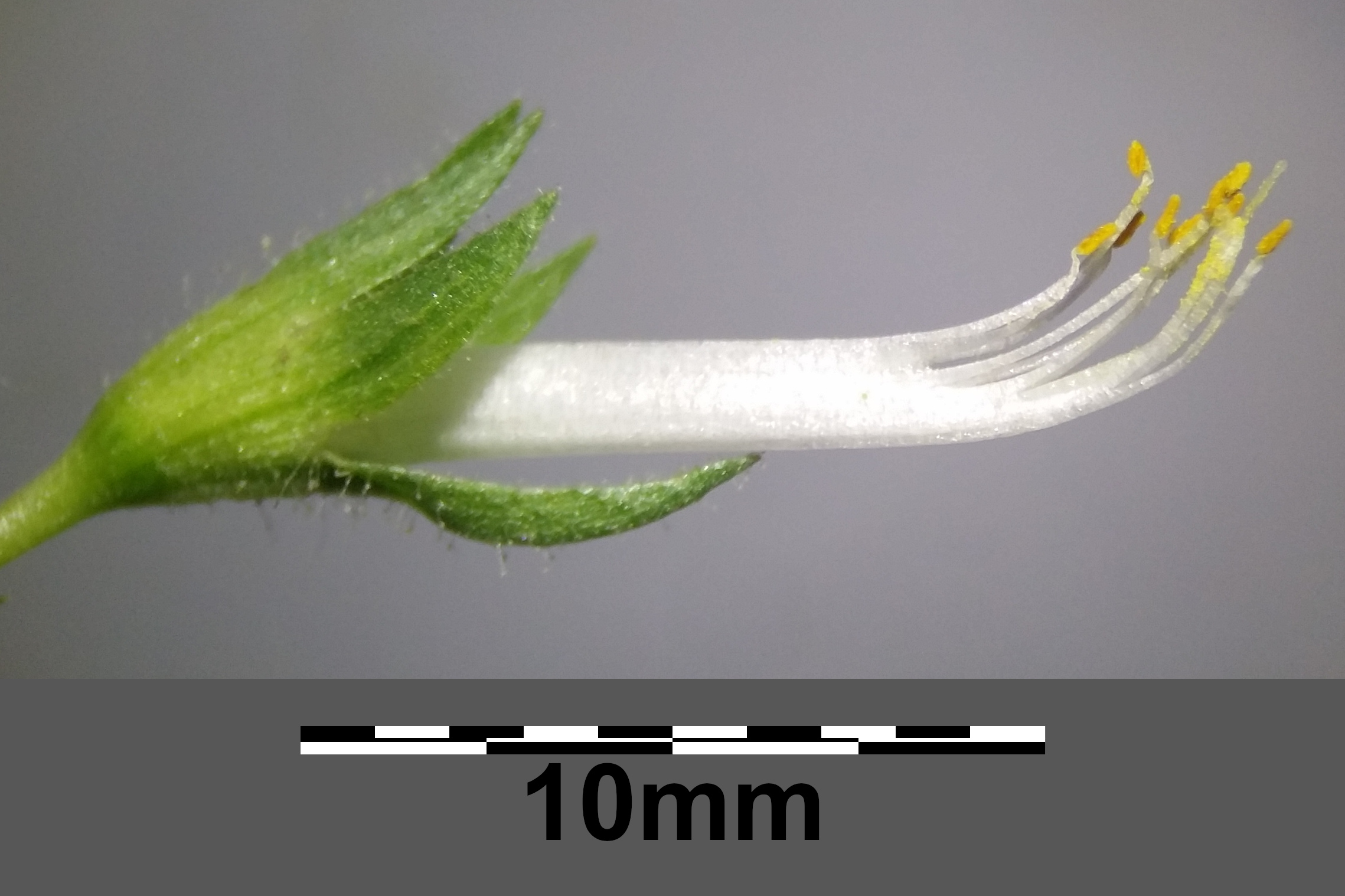
Blüte von Ononis spinosa subsp. spinosa, die Blütenkrone wurde entfernt, damit man Blütenkelch und Staubblätter gut erkennen kann

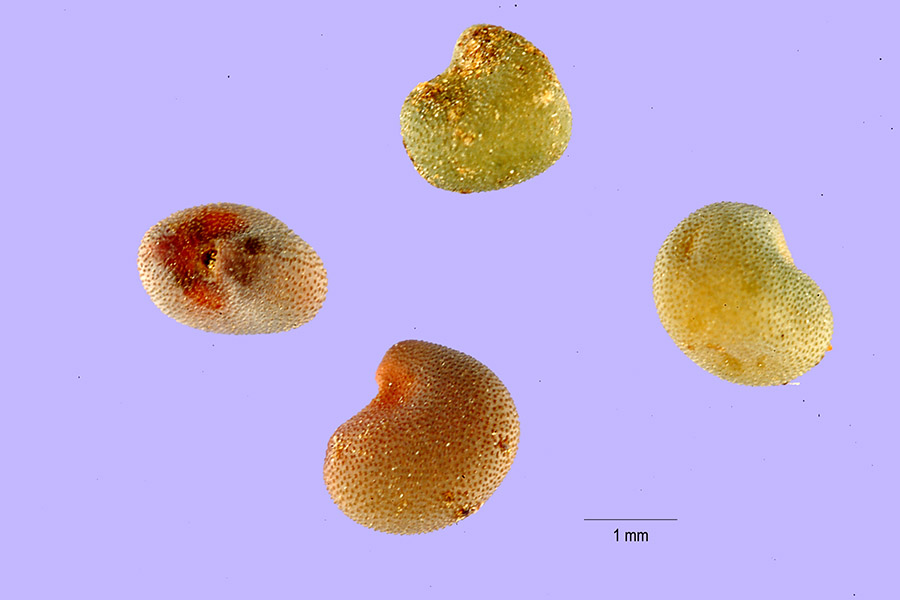
Samen

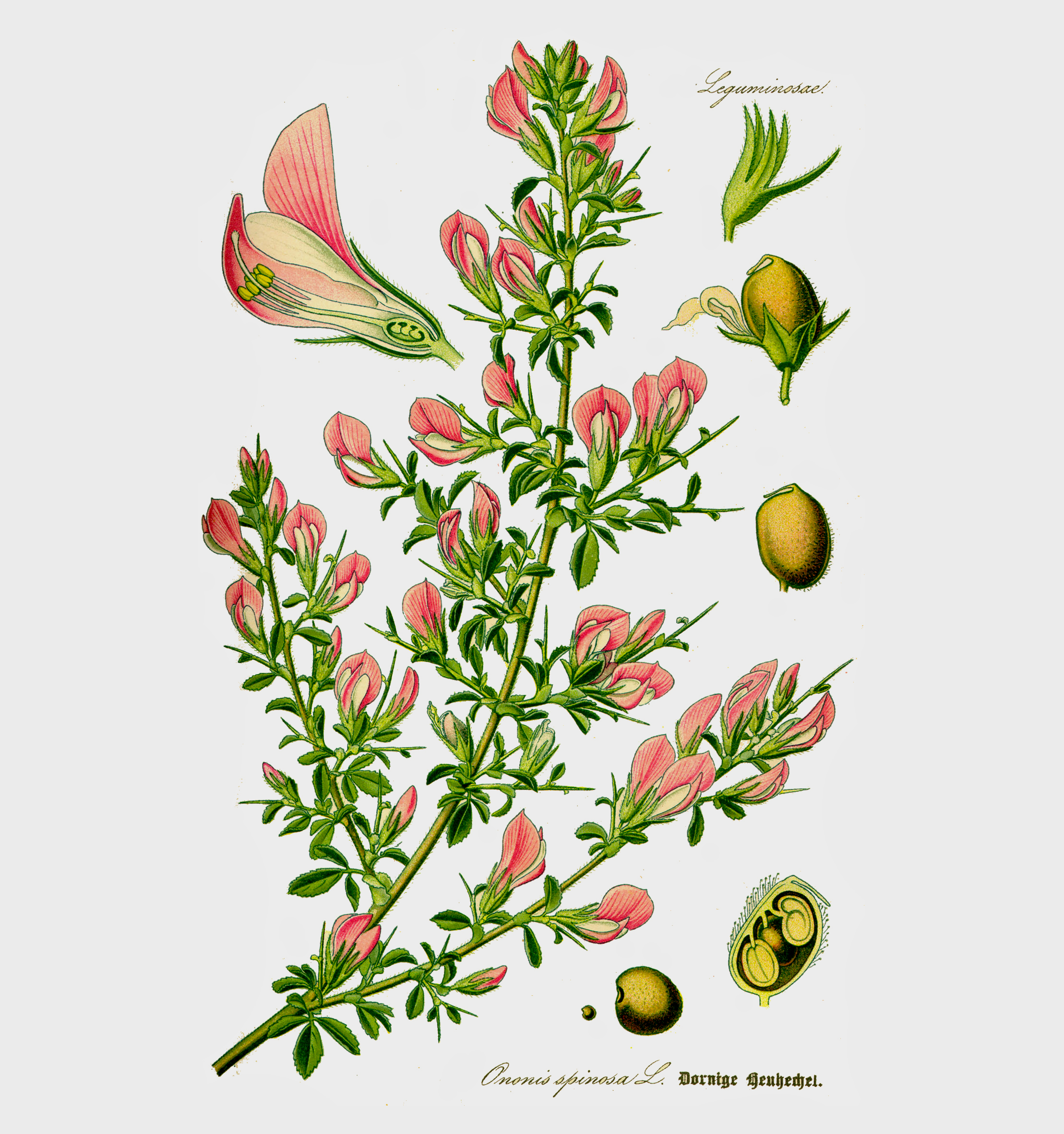
Illustration aus Prof. Dr. Otto Wilhelm Thomé: Flora von Deutschland, Österreich und der Schweiz, Gera, 1885

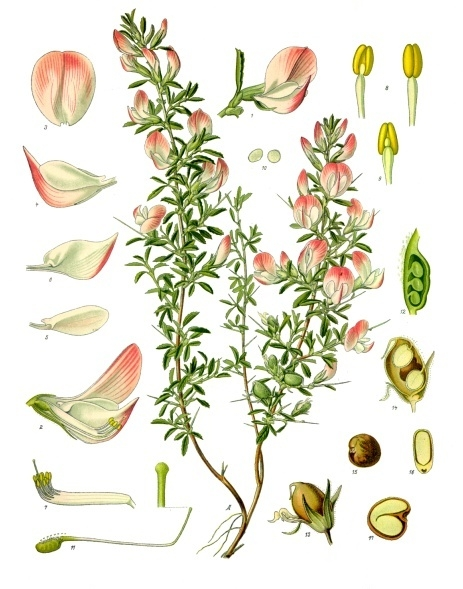
Illustration aus Köhler's Medizinalpflanzen

### Vegetative Merkmale
Die Dornige Hauhechel ist ein winterkahler oder sommergrüner Halbstrauch, der Wuchshöhen von 10 bis 60, selten bis zu 80 Zentimetern erreicht. Es sind kräftige, bis 50 Zentimeter langen Pfahlwurzeln vorhanden. Die liegenden bis aufsteigenden oder meist aufrechten und im unteren Bereich verzweigten Sprossachsen sind am Grund verholzt und im oberen Bereich krautig. Die Sprossachsen sind unterschiedlich dicht behaart und oft drüsig behaart. Die langen oder kurzen Drüsenhaare sind ab der Mitte der Sprossachse meist deutlich zweireihig und gegenüberstehend, selten auch einreihig oder ganz oben allseitig angeordnet. Die Zweige laufen oft in Dornen aus oder sie sind unbewehrt (je nach Unterart). Die oft paarweise stehenden Sprossdornen sind von roter Farbe.
Die wechselständig angeordneten Laubblätter sind in Blattstiel und -spreite gegliedert. Der Blattstiel ist sehr kurz. Die Blattspreiten sind meist dreizählig handförmig gefiedert, am oberen Ende der Zweige auch einfach. Die unterschiedlich behaarten Teilblätter sind in der Form sehr unterschiedlich, beispielsweise bei einer Länge von 1 bis 3 Zentimetern oval und gezähnt oder bei einer Länge von 2 bis 3,5 Millimetern sowie einer Breite von 1 bis 1,5 Millimetern verkehrt-eiförmig, elliptisch, länglich-verkehrt-eiförmig oder fast kreisförmig. Das mittlere Teilblatt ist kurz gestielt und mindestens doppelt, oft drei- bis viermal, so lang wie breit. Das obere Teilblatt ist bei einer Länge von 5 bis 10 Millimetern sowie einer Breite von 3 bis 5 Millimetern länglich-elliptisch mit gerundeter Basis, spitzem oberen Ende und unregelmäßig gesägtem Rand. Die gezähnten Nebenblätter sind kürzer als der Blattstiel und oft mit diesem mehr oder weniger lang verwachsen.

### Generative Merkmale
Die Blütezeit reicht je nach Standort von April bis September. An Kurztrieben befinden sich in den Blattachseln und Zweigenden jeweils ein bis drei Blüten, hierdurch entstehen mäßig dichte traubige Blütenstände mit insgesamt vielen Blüten. Die Tragblätter sind reduziert auf ein Teilblatt. Die kurzen Blütenstiele sind während der Anthese mehr oder weniger aufrecht.
Die zwittrige Blüte ist bei einer Länge von 0,6 und 2,2 Zentimetern zygomorph und fünfzählig mit doppelter Blütenhülle. Die fünf bei einer Länge von 5 bis 15 Millimetern ist relativ langen Kelchblätter sind auf weniger als der Hälfte ihrer Länge glockenförmig verwachsen. Die Kelchröhre ist 1,5 bis 3,5 Millimeter lang. Die fünf Kelchzähne sind bei einer Länge von 3 bis 12 Millimetern lanzettlich oder linealisch-lanzettlich mit selten drei, meist vier bis fünf Nerven. Der Kelch teilweise drüsig flaumig behaart und am Schlund rau behaart. Der Blütenkelch wird meist deutlich von der Blütenkrone überragt. Die Blütenkrone ist 5 bis 18, selten bis zu 20 Millimeter lang. Die fünf rosafarbenen, rosaroten oder hell-violetten, selten bläulichen oder weißen Kronblätter sind in der typischen Form der Schmetterlingsblüte angeordnet. Die meist rosarote Fahne ist an der Außenseite leicht drüsig behaart und streifig dunkel geadert. Die Flügel sind weiß. Das weiße und am oberen Ende rosarote Schiffchen ist schnabelförmig verlängert. Von den zehn Staubblättern sind alle Staubfäden röhrig verwachsen. Es ist nur ein oberständiges Fruchtblatt vorhanden.
Die aufgeblasene Hülsenfrucht ist bei einer Länge von 0,3 bis 1 Zentimetern sowie einer Breite von etwa 0,5 Zentimetern mehr oder weniger eiförmig oder länglich bis rhomboid mit zurückgekrümmten Schnabel, relativ kurz, etwa so lang wie der Blütenkelch und drüsig behaart und enthält nur einen bis wenige Samen. Die braunen oder schwärzlichen Samen sind bei einer Länge von 1,3 bis 2,6 Millimetern nierenförmig und haben eine warzige oder selten glatte Samenschale.

### Chromosomensatz
Die Chromosomenzahl beträgt x = 15; es sind Chromosomenzahl von 2n = 30 oder 60 bekannt.

## Ökologie
Bei der Dornigen Hauhechel handelt es sich um einen mesomorphen Hemikryptophyten. Die Pfahlwurzel dient als Speicherorgan.
Wie alle Leguminosen geht die Dornige Hauhechel in ihren Wurzelknöllchen eine Symbiose mit stickstofffixierenden Bakterien (Rhizobium) ein und trägt so zur Fruchtbarkeit des Bodens bei. Auch Symbiose mit Wurzelpilzen findet statt.
Blütenökologisch handelt es sich um Schmetterlingsblumen vom Fabaceentyp mit Bürsteneinrichtung. Die Blüten sind homogam; männliche und weibliche Blütenorgane sind gleichzeitig fertil. Die Bestäubung erfolgt durch Insekten. Belohnung für Bestäuber erfolgt durch reichlich Pollen. Bestäuber sind meist Bienen. Es kommt sowohl Selbst- als auch Fremdbefruchtung vor.
Der Bestäubungsmechanismus steht zwischen Pumpmechanismus und Klappmechanismus. Bei jungen Blüten sind die oberen Ränder des Schiffchens noch verwachsen und das Schiffchen bis auf eine Öffnung an der Spitze geschlossen. Nach mehrmaligem Herabdrücken von Flügel und Schiffchen spaltet sich dessen oberer Rand und bei nochmaligem Insektenbesuch treten die Staubblätter und die Narbe hervor, dies wird Pumpmechanismus genannt. Beim Nachlassen des Drucks werden die Staubblätter wieder vom Schiffchen geborgen, dies wird als Klappmechanismus bezeichnet. Die Blüten haben schöne Strichsaftmale, bieten aber keinen Nektar an. Umso erstaunlicher ist es, dass Bienen die Hauptbesucher sind.
Diasporen sind die Samen. Die Ausbreitung der Diasporen erfolgt meist durch Autochorie, vielleicht auch durch Zoochorie.

## Vorkommen
Es gibt Fundortangaben aus Deutschland, Österreich, der Schweiz, Italien, Sardinien, Korsika, Frankreich, Portugal, Spanien, den Balearen, dem Vereinigten Königreich, Dänemark, Norwegen, Schweden, Estland, Litauen, Polen, Belgien, den Niederlanden, Ungarn, Tschechien, der Slowakei, dem ehemaligen Jugoslawien, Bulgarien, Rumänien, Albanien, Griechenland, Kreta, Zypern, der Türkei, Syrien, dem Irak, Iran, Libanon, Jordanien, Israel, dem nördlichen Algerien, dem nördlichen Libyen, Marokko, Tunesien, dem europäischen Teil Russlands, Moldawien, der Ukraine, Afghanistan, Armenien, Aserbaidschan, Pakistan und den indischen Bundesstaaten Jammu sowie Kaschmir.
Die Dornige Hauhechel kommt in weiten Teilen Europas in Höhenlagen bis etwa 1500 Metern vor, fehlt aber im Tiefland und in den höheren Mittelgebirgen. Sie besiedelt häufig trockene Weiden, Wegböschungen, brachliegende Wiesen und Dämme. Sie gedeiht in Mitteleuropa am besten auf warmen, mäßig trockenen oder wechseltrockenen, basenreichen, meist kalkhaltigen, neutral-milden, humosen Lehm- und Tonböden. Sie ist ein Magerkeitszeiger. Sie ist eine Charakterart des Verbands Mesobromion, kommt aber auch in Pflanzengesellschaften der Verbände Molinion oder Violion caninae vor.

## Systematik
Die Erstveröffentlichung von Ononis spinosa erfolgte 1753 durch Carl von Linné in Species Plantarum, Tomus II, S. 716. Der Name Ononis spinosa L. nom. cons. wurde konserviert in Shenzhen ICN 14.9 & App. IV.
Die Dornige Hauhechel (Ononis spinosa), die Kriechende Hauhechel (Ononis repens) und Bocks-Hauhechel (Ononis arvensis) bilden untereinander häufig Kreuzungen. Diese werden zur Artengruppe „Ononis spinosa agg.“ zusammengefasst.
Je nach Autor gibt es von Ononis spinosa einige Unterarten:
- Ononis spinosa subsp. antiquorum (L.) Arcang. (Syn.: Ononis antiquorum (L.) Arcang., Ononis antiquorum L. subsp. antiquorum, Ononis repens subsp. antiquorum (L.) Bonnier & Layens, Ononis diacantha Rchb., Ononis spinosa subsp. diacantha (Reichenb.) Greuter): Das Areal ist disjunkt, zum einen die nordafrikanischen Staaten Algerien, Tunesien sowie Marokko und zum anderen der Kaukasusraum mit Armenien, Aserbaidschan, der Autonomen Republik Nachitschewan, Georgien, Abchasien Adscharien sowie der russische Föderationskreis Nordkaukasus[10]
- Ononis spinosa subsp. austriaca (G.Beck) Gams (Syn.: Ononis austriaca Beck, Ononis foetens All.): Sie kommt in Frankreich, Deutschland, Österreich, in der Schweiz, Italien, in der früheren Tschechoslowakei, im früheren Jugoslawien, in Polen, Ungarn und Rumänien vor.[10]
- Ononis spinosa subsp. leiosperma (Boiss.) Širj. (Syn.: Ononis leiosperma Boiss., Ononis repens subsp. leiosperma (Boiss.) Greuter, Ononis campestris subsp. leiosperma (Boiss.) Širj.): Sie kommt von Südosteuropa bis Südwestasien in Albanien, Aserbaidschan, Nachitschewan, im früheren Jugoslawien, Bulgarien, Rumänien, in Griechenland, auf Kreta, Karpathos, Zypern, Inseln der östlichen Ägäis, der Krim, in der Ukraine, im Gebiet von Israel-Palästina, im Libanon, in Syrien sowie in der Türkei vor.[10]
- Gewöhnliche Dorn-Hauhechel[12] (Ononis spinosa L. subsp. spinosa, Syn.: Ononis campestris W.D.J.Koch & Ziz):[10] Sie ist vom nördlichen Teil des Gesamtverbreitungsgebiets von Ononis spinosa s l. südwärts bis zum südlichen Italien und dem nordöstlichen Portugal verbreitet.[5]  In Europa kommt sie in fast allen Ländern vor und fehlt nur in Irland, Island, im Baltikum, Luxemburg, Bulgarien, Türkei und Russland.[10]
- Salzrasen-Hauhechel (Ononis spinosa L. subsp. aberrans)[11]

## Geschichte

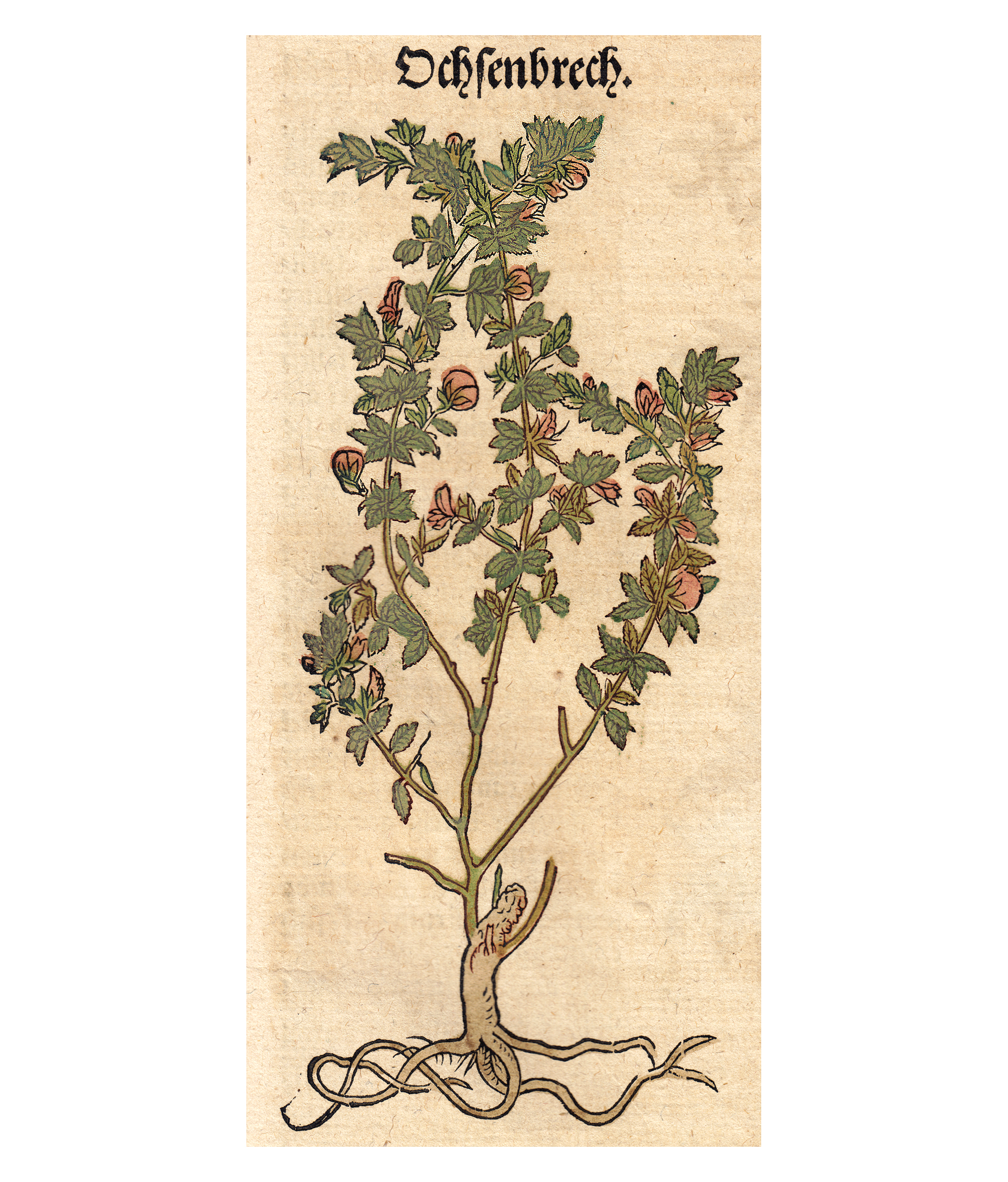
„Ochsenbrech“ – Ononis spinosa Hieronymus Bock 1546. Weitere historische Abbildungen:

Theophrast erwähnte in seiner Naturgeschichte der Gewächse ein »Ononis«, das nur schwer aus dem Ackerland zu vertilgen sei. Daher sei es den Landleuten verhasst. Dioscurides, Plinius und Galen berichteten weitgehend gleichlautend über eine Pflanze, welche sie »Anonis« oder »Ononis« nannten und die von den Vätern der Botanik als Ononis-Art gedeutet wurde. Sie schrieben der »Anonis« oder »Ononis« folgende Wirkungen zu:
- Die Knospen werden im Frühjahr eingesalzen und verzehrt.
- Die Wurzelrinde – mit Wein getrunken – treibt den Harn und zertrümmert Harnwegssteine.
- Die Wurzelrinde – mit Wein getrunken – reißt Wundschorf ringsum auf.
- Die Wurzel – in Essigwasser gekocht – dient als Mundspülwasser bei Zahnschmerz.
- Die Wurzel – mit Essighonig eingekocht – dient den Fallsüchtigen.[19][20][21]

Im Mittelalter wurde diese Pflanzenart in der Drogenenzyklopädie des Ibn al Baitar (13. Jahrhundert) sowie im Mainzer Hortus sanitatis (15. Jahrhundert) erwähnt.
Im Jahre 1500 nannte Hieronymus Brunschwig in seinem Kleinen Destillierbuch volksmedizinische Anwendungen der von ihm „Heckel krut“ genannten Dornigen Hauhechel. Für ein aus den Blüten gebranntes Destillat nannte er folgende Indikationen:
- Rote Flecken und „bleterlin“ unter den Augen.
- Verlorene Manneskraft.[24]

Im 16. Jahrhundert übernahmen die Väter der Botanik die Anwendungsempfehlungen der antiken Autoren. Sie gaben genaue botanische Beschreibungen und deuteten die verschiedenen Namen der Pflanze:
- „Heckelkrut“, weil die Dornen an den Flachshechel erinnern.
- „Ochsenbrech“, weil die zäh im Boden verankerten Wurzeln den Ochsenpflug aufhalten.
- „Stallkraut“, weil ein den Pferden eingegebener Aufguss der Pflanze diese harnen („stallen“) macht.[25][26][27]

Der Pariser Apotheker und Arzt Moyse Charas nahm 1676 drei Rezepte in seine Pharmacopoe royale galénique et chymique auf, in denen die Hauhechelwurzel berücksichtigt wurde:
- Syrupus Anti-Nephreticus D.D. D’Aquin.[28]

Darin wurde die Hauhechelwurzel (Radix Ononidis) als eine der „fünf aperitiven Wurzeln“ genannt. „Aperitiv“, abgeleitet von lat. „apertus – geöffnet“ bedeutete im Sinne der Humorallehre eine Trennung der „schlechten Säfte“ von den „guten Säften“ mit dem Ziel, die „schlechten Säfte“ auszuscheiden. Dazu bediente man sich zunächst einer Drogenmischung aus fünf Hölzern und/oder Wurzeln. Zeitlich und örtlich bedingt variierte die Zusammensetzung dieser Mischung.
Bei Charas bestand sie aus Wurzeln der Althaea, Wurzeln des Hauchechel, Wurzeln der Fragaria, Wurzeln der Bardana und Wurzeln der Nymphaea.
- Aqua Diuretica D.D. D’Aquin.[30] Ein Destillat zur Anregung der Urinausscheidung aus 16 Bestandteilen. Die Hauhechelwurzel war dabei ein Hauptbestandteil.
- Aqua Anti-Nephritica correcta D. de Bellegarde.[31] Ebenfalls ein Destillat zur Anregung der Urinausscheidung aus „nur“ 12 Bestandteilen. Auch hier war die Hauhechelwurzel ein Hauptbestandteil.

Charas Pharmacopoe royale wurde bis zur Mitte des 18. Jahrhunderts immer wieder neu gedruckt und sie beeinflusste das Verordnungsverhalten der französischen Ärzte.
Auch die Edinburgher Pharmakopöe von 1735 berücksichtigte die Hauhechelwurzel in ihrer Vorschrift für das „Decoctum ad Nephreticos“. Der Edinburgher Kliniker William Cullen bezweifelte 1786 jedoch die der Wurzel zugeschriebene urintreibende Kraft:
„Die Kletten= Gras= und Steinsamen=, Hauhechel= Spargel= und Alantwurzel sind insgesamt Substanzen, welche einigermaßen durch die Nieren abzugehen scheinen; nach häufiger Erfahrung aber kann ich versichern, dass ihre Urin treibenden Kräfte kaum erwähnt zu werden verdienen.“
In der ersten Ausgabe der Preußischen Pharmakopöe von 1799 waren die „fünf aperitiven Wurzeln“ für den Holztee: Guajakholz, Klettenwurzel, Seifenkrautwurzel, Süßholzwurzel und Sassafrasholz. Ab der 6. Ausgabe 1849 wurde die Seifenkrautwurzel durch Hauhechelwurzel ersetzt. Diese Vorschrift wurde auch in die erste Ausgabe der Deutschen Pharmakopöe von 1872 übernommen. Ab der Mitte des 19. Jahrhunderts wurde der Holztee auch als „Blutreinigungstee“ bezeichnet und insbesondere zur Behandlung von chronischen Hautkrankheiten eingesetzt.

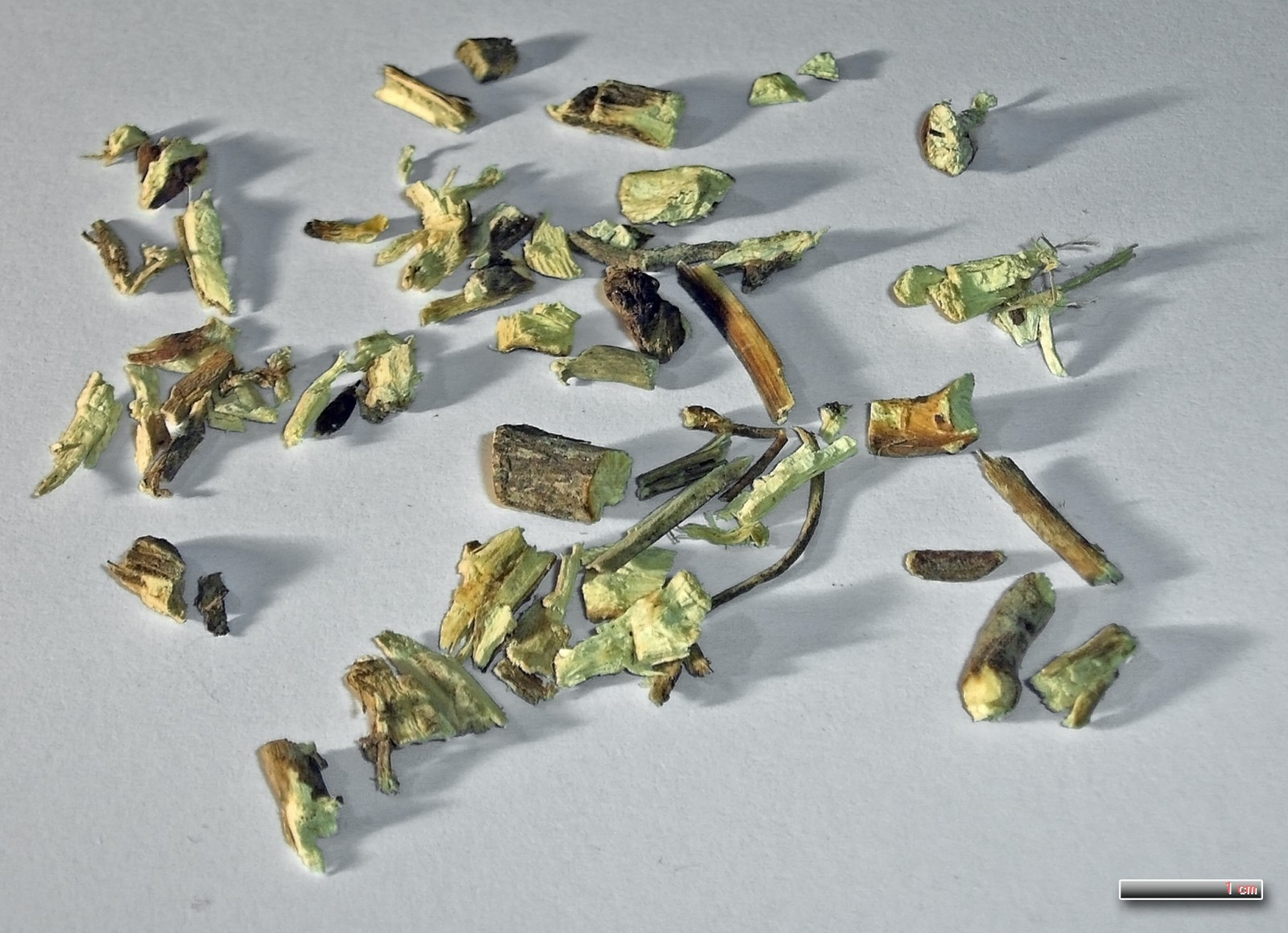
Die Arzneidroge Ononidis radix

## Pharmakologie und Inhaltsstoffe
Pflanzeninhaltsstoffe sind wenig ätherisches Öl sowie als Hauptkomponente die Isoflavone Biochanin A, Formononetin und Genistein. Es sind geringe Mengen an Gerbstoff Ononin und das Terpen alpha-Onocerin (Onocol) vorhanden. Es sind geringe Mengen an Lektinen und Sterolen vorhanden.
Als Arzneidroge Hauhechelwurzel - Ononidis radix werden die ganzen oder geschnittenen, getrockneten unterirdischen Pflanzenteile verwendet. Ihr wird eine schwach harntreibende Wirkung zugeschrieben. Die dafür verantwortlichen Pflanzeninhaltsstoffe konnten bislang noch nicht sicher ermittelt werden. In den bislang durchgeführten Versuchen wurden neben positiven auch negative Resultate erzielt, so dass eine abschließende Beurteilung der diuretischen (harntreibenden) Wirksamkeit noch nicht möglich ist. Obwohl die Anwendung nicht wissenschaftlich belegt ist, wird die Droge als mildes wassertreibendes Mittel zur Durchspülungstherapie bei Infektionen der ableitenden Harnwege, bei Nierengrieß und zur Vorbeugung gegen Nierensteine verwendet. Bei Wasseransammlungen infolge eingeschränkter Herz- oder Nierentätigkeit ist die Anwendung kontraindiziert.
Die volksmedizinische Anwendung bei Gicht und Rheuma ist nicht belegt.

## Nutzung als Zierpflanze
Ononis spinosa wird in vielen Gebieten der Welt als Zierpflanze verwendet.

## Trivialnamen
Für die Dornige Hauhechel werden auch die regionale Trivialnamen Agla(r)kraut, Eindorn, Einhagel, Eselskraut, Frauenkriegswurzel, Frauenstreit, Gundeldorn, Hachelkraut, Harnkrautwurzel, Hasenblume, Hasenöhrle, Haudornwurzel, Hauhechel, Hechelkrautwurzel, Heckelkraut, Heudorn, Heuhechel, Höhldorn, Hofdorn, Hohachel, Huldorn, Katzenspeer, Lahmdorn, List, Listendorn, Ochsenbrech, Ochsenbruch, Ochsenkraut, Pflugsterz, Questenkraut, Questenkrautwurzel, Schafhechel, Schafhechle, Schmalhef, Stachelkraut, Stachelkrautwurzel, Stallchrut, Stallkrautwurzel, Triefkraut, Weiberklatsch, Weiberkrieg, Weiberzorn, Weichsen, Wetzsteinkraut, Witschge, Witwerdörn und Wiwkrut verwendet.